# Yasushi Mieno
Yasushi Mieno (japanisch 三重野 康 Mieno Yasushi; * 1924 in Ōita; † 15. April 2012 in Tokyo) war ein japanischer Geschäftsmann, Zentralbanker, 26. Gouverneur der Bank of Japan (BOJ) und Mitglied im Verwaltungsrat der Bank für Internationalen Zahlungsausgleich (BIZ).

## Früher Werdegang
Mieno wurde in Ōita geboren.

## Berufliche Laufbahn
Von April 1975 bis Februar 1978, stand Mieno der Banking-Abteilung der japanischen Zentralbank vor.
Nachdem Mieno von Dezember 1984 bis Dezember 1989 stellvertretender Gouverneur der Japanischen Zentralbank war, wurde er am 17. Dezember 1989 Gouverneur ebendieser Bank of Japan und behielt diesen Posten bis zum 16. Dezember 1994. having previously served as Deputy Governor from 1984 to 1989. Beginnend eine Woche nach seiner Ernennung im Dezebember 1989 hat die Bank of Japan die Zinsen bis August 1990 mehrmals sehr stark erhöht. Allein im Jahr 1990 brach daraufhin der Aktienmarkt in Japan um 32 % ein.
Folge der Zinserhöhungen war ein Platzen dessen, was oft als die Japanische Vermögenspreisblase der 1980er Jahre bezeichnet wird.
1994 war er ein gewähltes Mitglied im Verwaltungsrat der Bank für Internationalen Zahlungsausgleich.
Am 15. April 2012 starb Mieno an Herzversagen in einem Krankenhaus in Tokyo.